# Coupe caribéenne des nations 2005
Navigation
Édition précédente Édition suivante
La Digicel Cup 2005 ou Digicel Caribbean Cup 2005 est l'édition 2005 de la Coupe de la Caraïbe de football.
Cette compétition bisannuelle s'est déroulée à la Barbade et a été gagnée par la Jamaïque. En tout, 30 pays ont participé (6 ont déclaré forfait).

## Qualifications
La Barbade (pays organisateur) est directement qualifiée pour la phase finale.

### Premier tour

#### Groupe A
- Tournoi disputé à Kingston et Montego Bay en Jamaïque du 24 au 28 novembre 2004 :

| Rang | Équipe                      | Pts | J | G | N | P | Bp | Bc | Diff |  | Résultats                   |  |     |      |      |
| ---- | --------------------------- | --- | - | - | - | - | -- | -- | ---- |  | --------------------------- |  | --- | ---- | ---- |
| 1    | Jamaïque                    | 9   | 3 | 3 | 0 | 0 | 26 | 2  | +24  |  | Jamaïque                    |  | 3-1 | 12-0 | 11-1 |
| 2    | Haïti                       | 6   | 3 | 2 | 0 | 1 | 14 | 3  | +11  |  | Haïti                       |  |     | 2-0  | 11-0 |
| 3    | Saint-Martin                | 1   | 3 | 0 | 1 | 2 | 0  | 14 | -14  |  | Saint-Martin                |  |     |      | 0-0  |
| 4    | Îles Vierges des États-Unis | 1   | 3 | 0 | 1 | 2 | 1  | 22 | -21  |  | Îles Vierges des États-Unis |  |     |      |      |

#### Groupe B
- Tournoi disputé à Fort-de-France et Rivière-Pilote en Martinique :

| Rang | Équipe     | Pts | J | G | N | P | Bp | Bc | Diff |  | Résultats  |  |     |     |     |
| ---- | ---------- | --- | - | - | - | - | -- | -- | ---- |  | ---------- |  | --- | --- | --- |
| 1    | Guyane     | 7   | 3 | 2 | 1 | 0 | 5  | 0  | +5   |  | Guyane     |  | 0-0 | 1-0 | 4-0 |
| 2    | Martinique | 5   | 3 | 1 | 2 | 0 | 5  | 1  | +4   |  | Martinique |  |     | 0-0 | 5-1 |
| 3    | Guadeloupe | 4   | 3 | 1 | 1 | 1 | 7  | 1  | +6   |  | Guadeloupe |  |     |     | 7-0 |
| 4    | Dominique  | 0   | 3 | 0 | 0 | 3 | 1  | 16 | -15  |  | Dominique  |  |     |     |     |

| 10 novembre 2004 | Guadeloupe | 0 - 1 | Guyane     | Stade de Dillon, Fort-de-France |
|                  |            |       | Cosset 52e |                                 |

| 10 novembre 2004 | Martinique                                             | 5 - 1 | Dominique   | Stade de Dillon, Fort-de-France |  |
|                  | Bullet 28e, 44e · Goron 43e · Percin 58e · Thalien 87e |       | Peltier 39e |                                 |  |

| 12 novembre 2004 | Guadeloupe                                                            | 7 - 0 | Dominique | Stade En Camée, Rivière-Pilote |
|                  | D.Mocka 13e, 39e · E.Mocka 23e, 26e, 35e · Laurent 47e · Cassubie 76e |       |           |                                |

| 12 novembre 2004 | Martinique | 0 - 0 | Guyane | Stade En Camée, Rivière-Pilote |  |
|                  |            |       |        |                                |  |

| 14 novembre 2004 | Guyane                                        | 4 - 0 | Dominique | Stade de Dillon, Fort-de-France |
|                  | Boecasse 4e · Martinon 70e · Breleur 78e, 85e |       |           |                                 |

| 14 novembre 2004 | Martinique | 0 - 0 | Guadeloupe | Stade de Dillon, Fort-de-France |  |
|                  |            |       |            |                                 |  |

#### Groupe C
| Rang | Équipe                         | Pts | J | G | N | P | Bp | Bc | Diff |
| ---- | ------------------------------ | --- | - | - | - | - | -- | -- | ---- |
| 1    | Cuba                           |     |   |   |   |   |    |    |      |
|      | République dominicaine forfait |     |   |   |   |   |    |    |      |
|      | Antilles néerlandaises forfait |     |   |   |   |   |    |    |      |
|      | Guyana forfait                 |     |   |   |   |   |    |    |      |

#### Groupe D
- Tournoi disputé à Tunapuna, Marabella et Malabar à Trinité-et-Tobago :

| Rang | Équipe            | Pts | J | G | N | P | Bp | Bc | Diff |  | Résultats         |  |     |     |     |
| ---- | ----------------- | --- | - | - | - | - | -- | -- | ---- |  | ----------------- |  | --- | --- | --- |
| 1    | Trinité-et-Tobago | 9   | 3 | 3 | 0 | 0 | 8  | 0  | +8   |  | Trinité-et-Tobago |  | 2-0 | 1-0 | 5-0 |
| 2    | Grenade           | 4   | 3 | 1 | 1 | 1 | 7  | 6  | +1   |  | Grenade           |  |     | 2-2 | 5-2 |
| 3    | Suriname          | 2   | 3 | 0 | 2 | 1 | 3  | 4  | -1   |  | Suriname          |  |     |     | 1-1 |
| 4    | Porto Rico        | 1   | 3 | 0 | 1 | 2 | 3  | 11 | -8   |  | Porto Rico        |  |     |     |     |

#### Groupe E
- Tournoi disputé à Kingstown à Saint-Vincent-et-les-Grenadines[1] :

| Rang | Équipe                          | Pts | J | G | N | P | Bp | Bc | Diff |  | Résultats                       |  |     |     |     |
| ---- | ------------------------------- | --- | - | - | - | - | -- | -- | ---- |  | ------------------------------- |  | --- | --- | --- |
| 1    | Saint-Vincent-et-les-Grenadines | 5   | 3 | 1 | 2 | 0 | 8  | 4  | +4   |  | Saint-Vincent-et-les-Grenadines |  | 1-1 | 3-3 | 4-0 |
| 2    | Îles Vierges britanniques       | 4   | 3 | 1 | 1 | 1 | 3  | 2  | +1   |  | Îles Vierges britanniques       |  |     | 2-0 | 0-1 |
| 3    | Bermudes                        | 4   | 3 | 1 | 1 | 1 | 5  | 6  | -1   |  | Bermudes                        |  |     |     | 2-1 |
| 4    | Îles Caïmans                    | 3   | 3 | 1 | 0 | 2 | 2  | 6  | -4   |  | Îles Caïmans                    |  |     |     |     |

1. ↑  Prévu initialement aux Îles Caïmans, mais annulé à la suite d'un ouragan

NB : Les Bermudes ont protesté l'éligibilité de trois joueurs des Îles Vierges britanniques (Montgomery Butler, Avondale Williams, Venton James) qui ont pris la nationalité de Saint-Vincent-et-les-Grenadines, en particulier le cas de Avondale Williams ce qui est assez surprenant puisqu'il avait déjà évolué sous le maillot des Îles Vierges britanniques lors de l'édition 2001 de ce tournoi (marquant un but contre les Îles Caïmans) et même joué (et marqué) pour les Îles Vierges britanniques contre les Bermudes lors des éliminatoires de la Coupe du monde 2002

#### Groupe F
- Tournoi disputé à Basseterre à Saint-Christophe-et-Niévès :

| Rang | Équipe                     | Pts | J | G | N | P | Bp | Bc | Diff |  | Résultats                  |  |     |     |     |
| ---- | -------------------------- | --- | - | - | - | - | -- | -- | ---- |  | -------------------------- |  | --- | --- | --- |
| 1    | Saint-Christophe-et-Niévès | 7   | 3 | 2 | 1 | 0 | 9  | 2  | +7   |  | Saint-Christophe-et-Niévès |  | 1-1 | 2-0 | 6-1 |
| 2    | Sainte-Lucie               | 7   | 3 | 2 | 1 | 0 | 6  | 2  | +4   |  | Sainte-Lucie               |  |     | 2-1 | 3-0 |
| 3    | Antigua-et-Barbuda         | 3   | 3 | 1 | 0 | 2 | 6  | 8  | -2   |  | Antigua-et-Barbuda         |  |     |     | 5-4 |
| 4    | Montserrat                 | 0   | 3 | 0 | 0 | 3 | 5  | 14 | -9   |  | Montserrat                 |  |     |     |     |

### Deuxième tour
| Équipe 1                        | Résultat | Équipe 2                   | Aller | Retour |
| ------------------------------- | -------- | -------------------------- | ----- | ------ |
| Sainte-Lucie                    | 2-3      | Jamaïque                   | 1-1   | 1-2    |
| Haïti                           | 3-0      | Saint-Christophe-et-Niévès | 1-0   | 2-0    |
| Cuba                            | 4-0      | Martinique                 | 2-0   | 2-0    |
| Îles Vierges britanniques       | 0-6      | Trinité-et-Tobago          | 0-4   | 0-2    |
| Saint-Vincent-et-les-Grenadines | 4-1      | Grenade                    | 3-1   | 1-0    |
| Guyane                          |          | 2e du groupe C (forfait)   |       |        |

| 12 décembre 2004 | Sainte-Lucie | 1 - 1 | Jamaïque     | National Stadium, Vieux Fort |  |
|                  | Joseph 23e   |       | Priestly 44e |                              |  |

| 19 décembre 2004 | Jamaïque           | 2 - 1 | Sainte-Lucie | National Stadium Independence Park, Kingston |  |
|                  | Dean 1re · Hue 67e |       | Elva 23e     |                                              |  |

| 12 décembre 2004 | Haïti     | 1 - 0 | Saint-Christophe-et-Niévès | Lockhart Stadium, Fort Lauderdale |
|                  | Cadet 62e |       |                            |                                   |

| 15 décembre 2004 | Saint-Christophe-et-Niévès | 0 - 2 | Haïti                    | Warner Park Stadium, Basseterre |
|                  |                            |       | Cadet 17e · Dorcelus 70e |                                 |

| 12 décembre 2004 | Cuba                    | 2 - 0 | Martinique | Estadio Pedro Marrero, La Havane |
|                  | Faife 30e · Galindo 86e |       |            |                                  |

| 21 décembre 2004 | Martinique | 0 - 2 | Cuba                    | Stade de Dillon, Fort-de-France |
|                  |            |       | Cervantes 9e · Moré 62e |                                 |

| 12 décembre 2004 | Îles Vierges britanniques | 0 - 4 | Trinité-et-Tobago                        | A.O. Shirley Recreation Grounds, Road Town |
|                  |                           |       | Pierre 7e, 65e · Jemmott 69e · Spann 70e |                                            |

| 19 décembre 2004 | Trinité-et-Tobago    | 2 - 0 | Îles Vierges britanniques | Marvin Lee Stadium, Tunapuna |
|                  | Pierre 21e · Eve 62e |       |                           |                              |

| 12 décembre 2004 | Saint-Vincent-et-les-Grenadines     | 3 - 1 | Grenade    | Grammar School Playing Field, Kingstown |  |
|                  | S. Samuel 10e · Guy 22e · Velox 60e |       | Rennie 56e |                                         |  |

| 19 décembre 2004 | Grenade | 0 - 1 | Saint-Vincent-et-les-Grenadines | National Cricket Stadium, Saint-Georges |
|                  |         |       | Francis 6e                      |                                         |

### Troisième tour
| Équipe 1          | Résultat | Équipe 2                        | Aller | Retour   |
| ----------------- | -------- | ------------------------------- | ----- | -------- |
| Jamaïque          | 5-0      | Guyane                          | 5-0   | 0-0      |
| Trinité-et-Tobago | 3-2      | Saint-Vincent-et-les-Grenadines | 3-1   | 0-1      |
| Haïti             | 1-2      | Cuba                            | 0-1   | 1-1 a.p. |

| 8 janvier 2005 | Jamaïque                                                         | 5 - 0 | Guyane | National Stadium Independence Park, Kingston |
|                | Hue 13e · Stewart 57e · Shelton 62e · Scarlett 75e · Bennett 83e |       |        |                                              |

| 15 janvier 2005 | Guyane | 0 - 0 | Jamaïque | Stade de Baduel, Cayenne |  |
|                 |        |       |          |                          |  |

| 9 janvier 2005 | Trinité-et-Tobago                          | 3 - 1 | Saint-Vincent-et-les-Grenadines | Manny Ramjohn Stadium, Marabella |  |
|                | Glasgow 51e · Fitzpatrick 54e · Pierre 61e |       | Haynes 25e                      |                                  |  |

| 16 janvier 2005 | Saint-Vincent-et-les-Grenadines | 1 - 0 | Trinité-et-Tobago | Amos Vale Playing Field, Kingstown |
|                 | Forde 66e (pen.)                |       |                   |                                    |

| 9 janvier 2005 | Haïti | 0 - 1 | Cuba        | Stade Sylvio-Cator, Port-au-Prince |
|                |       |       | Galindo 51e |                                    |

| 16 janvier 2005 | Cuba         | 1 - 1 a. p. | Haïti     | Estadio Pedro Marrero, La Havane |  |
|                 | Márquez 112e |             | Cadet 59e |                                  |  |

## Phase finale
Tous les matchs ont été joués à la Barbade, à Waterford au Saint-Michaels National Stadium. La Barbade était qualifiée d'office en tant que pays organisateur.
|   | Équipe            | Pts | J | G | N | P | BP | BC | Diff |
| - | ----------------- | --- | - | - | - | - | -- | -- | ---- |
| 1 | Jamaïque          | 9   | 3 | 3 | 0 | 0 | 4  | 1  | +3   |
| 2 | Cuba              | 6   | 3 | 2 | 0 | 1 | 5  | 2  | +3   |
| 3 | Trinité-et-Tobago | 3   | 3 | 1 | 0 | 2 | 5  | 6  | -1   |
| 4 | Barbade           | 0   | 3 | 0 | 0 | 3 | 2  | 7  | -5   |

| 20 février | Jamaïque          | 2 | 1 | Trinité-et-Tobago |
|            | Cuba              | 3 | 0 | Barbade           |
| 22 février | Cuba              | 2 | 1 | Trinité-et-Tobago |
|            | Jamaïque          | 1 | 0 | Barbade           |
| 24 février | Jamaïque          | 1 | 0 | Cuba              |
|            | Trinité-et-Tobago | 3 | 2 | Barbade           |

### 1rejournée
| 20 février 2005 | Jamaïque                   | 2 - 1 | Trinité-et-Tobago | Waterford National Stadium, Bridgetown |  |
|                 | Shelton 13e · Williams 35e |       | Pierre 37e        |                                        |  |

| 20 février 2005 | Barbade | 0 - 3 | Cuba                        | Waterford National Stadium, Bridgetown |
|                 |         |       | Moré 24e, 71e · Galindo 90e |                                        |

### 2ejournée
| 22 février 2005 | Trinité-et-Tobago | 1 - 2 | Cuba          | Waterford National Stadium, Bridgetown |                               |
|                 | Glen 13e          |       | Moré 23e, 47e | Arbitrage : Stanley Lancaster          | Arbitrage : Stanley Lancaster |

| 22 février 2005 | Barbade | 0 - 1 | Jamaïque    | Waterford National Stadium, Bridgetown |
|                 |         |       | Williams 8e |                                        |

### 3ejournée
Note : le match de la dernière journée entre Cuba et la Jamaïque, qui ont gagné chacun leurs deux premiers matchs et restent les seuls en lice pour le titre, se présente comme une finale.
| 24 février 2005 | Cuba | 0 - 1 | Jamaïque    | Waterford National Stadium, Bridgetown |
|                 |      |       | Shelton 48e |                                        |

| 24 février 2005 | Barbade               | 2 - 3 | Trinité-et-Tobago              | Waterford National Stadium, Bridgetown |  |
|                 | Forde 32e · Lucas 86e |       | Smith 11e · Glen 30e · Eve 76e |                                        |  |

| Vainqueur de la Digicel Caribbean Cup 2005 : Jamaïque Troisième titre |

Qualifiés directement pour la Gold Cup 2005 :
- Jamaïque
- Cuba
- Trinité-et-Tobago

## Meilleurs buteurs
9 buts :
- Luton Shelton

7 buts :
- Roland Dean

6 buts :
- Jermaine Hue
- Nigel Pierre et Cornell Glen

5 buts :
- Léster Moré

4 buts :
- Jevon Francis
- Shandel Samuel